# British Home Championship 1971/72
Die British Home Championship 1971/72 war die 77. Auflage des im Round-Robin-System ausgetragenen Fußballwettbewerbs zwischen den vier britischen Nationalmannschaften von England, Nordirland (bis 1949/50 Irland), Schottland und Wales.
| Pl.                                            | Nationalmannschaft | Sp. | S | U | N | Tore    | Punkte |
| ---------------------------------------------- | ------------------ | --- | - | - | - | ------- | ------ |
| 1.                                             | England            | 3   | 2 | 0 | 1 | 004:100 | 04:20  |
| 2.                                             | Schottland         | 3   | 2 | 0 | 1 | 003:100 | 04:20  |
| 3.                                             | Nordirland         | 3   | 1 | 1 | 1 | 001:200 | 03:30  |
| 4.                                             | Wales              | 3   | 0 | 1 | 2 | 000:400 | 01:50  |
| England und Schottland teilten sich den Titel. |                    |     |   |   |   |         |        |

|                                             |   |            |           |
| 20. Mai 1972 in Cardiff (Ninian Park)       |   |            |           |
| Wales                                       | – | England    | 0:3 (0:1) |
| 20. Mai 1972 in Glasgow (Hampden Park)      |   |            |           |
| Schottland                                  | – | Nordirland | 2:0 (0:0) |
| 23. Mai 1972 in London (Wembley Stadium)    |   |            |           |
| England                                     | – | Nordirland | 0:1 (0:1) |
| 24. Mai 1972 in Glasgow (Hampden Park)      |   |            |           |
| Schottland                                  | – | Wales      | 1:0 (0:0) |
| 27. Mai 1972 in Glasgow (Hampden Park)      |   |            |           |
| Schottland                                  | – | England    | 0:1 (0:1) |
| 27. Mai 1972 in Wrexham (Racecourse Ground) |   |            |           |
| Wales                                       | – | Nordirland | 0:0       |